# ASEAN Football Federation
La ASEAN Football Federation (in italiano Federazione calcistica dell'ASEAN), meglio nota con l'acronimo AFF, è una federazione calcistica affiliata all'AFC.
Essa riunisce le nazioni facenti parte dell'ASEAN, acronimo di Association of South-East Asian Nations (in italiano: Associazione delle Nazioni del Sud-est asiatico) nel sud-est asiatico, e fu fondata nel 1994 dalle stesse: Thailandia, Filippine, Brunei, Singapore, Indonesia, Malesia, Vietnam, Cambogia, Laos e Birmania.
Due anni dopo la sua fondazione, nel 1996, fu organizzato il primo torneo regionale, la Tiger Cup (ora rinominata ASEAN Cup) e a partire dal 2003 organizza anche l'ASEAN Club Championship per squadre di club.
Il 2004 ha visto l'entrata nell'AFF di Timor Est mentre l'Australia, che è entrata a far parte dell'AFC il 1º gennaio 2006, è già stata invitata ad aggregarsi all'AFF ma non ne è ancora ufficialmente membro.

## Associazioni affiliate
- Australia
- Birmania
- Brunei
- Cambogia
- Filippine
- Indonesia
- Laos
- Malaysia
- Singapore
- Thailandia
- Timor Est
- Vietnam

## Competizioni
- ASEAN Cup (chiamata Tiger Cup in passato)
- ASEAN Club Championship
- AFF Futsal Championship